# Malcolm III.
Malcolm III. Canmore (škot. Máel Coluim mac Donnchada) (?, oko 1031. – kraj Alnwicka, Engleska, 13. studenog 1093.), škotski kralj od 1058. godine do smrti i drugi član dinastije koja je vladala Škotskom do 1286. godine.
Sin je škotskog kralja Duncana I., kojeg je ubio knez Morayja Macbeth i preoteo mu prijestolje. Malcolm je dio života proveo u progonstvu u Engleskoj, a nakon povratka u Škotsku, sukobio se s kraljem Macbethom i ubio ga 1257. godine u bitci. Poslije smrti Macbethova posinka, kralja Lulacha, 1258. godine, nasljedio je očevo prijestolje.
Nakon što je Vilim I. Osvajač (1066. – 1087.) osvojio Englesku 1066. godine pobjedom u bitki kod Hastingsa, Malcolm III. pružio je utočište posljednjem anglosaksonskom kralju Edgaru Aethelingu († 1126.) i njegovim sestrama, među kojima je bila i Margareta Škotska, koja je 1070. godine postala Malcolmova druga žena i u sretnom mu braku rodila šestoro sinova i dvije kćeri.
Malcolm III. je 1070. godine napao Northumbriju i priključio Cumbriju svom kraljevstvu, ali je 1072. godine morao priznati seniorsku prevlast engleskog kralja Vilima I. Osvajača. Unatoč tome, prekršio je zakletvu i poveo pet vojnih pohoda protiv normanskih vladara Engleske, Vilima I. i njegova sina, kralja Vilima II. Riđeg (1087. – 1100.).
Naslijedio ga je brat, Donald III.

## Vanjske poveznice
- Malcolm III. Hrvatska enciklopedija
- Malcolm III. Glavati Proleksis enciklopedija
- Malcolm III. Canmore, kralj Škotske Britannica (engl.)
- Kralj Malcolm III. (1058.-1093.) - britroyals.com (engl.)

| Prethodnik:          | Kralj Škota (1058. – 1093.) | Nasljednik:               |
| Lulach (1057.-1058.) | Kralj Škota (1058. – 1093.) | Donald III. (1093.-1097.) |